# Чо Санг-Хи
Ово је корејско име; Чо је презиме.
Чо Санг-хи (кореј. 조승희; 18. јануар 1984 − 16. април 2007) био је извршилац масакра у Вирџинијском политехничком институту у Блексбургу, у Вирџинији, 16. априла 2007. године. Починио је самоубиство када су полицајци пришли вратима зграде у којој је претходно убио 32 жртве и ранио многе друге, како студенте, тако и професоре. Око два сата раније, убио је двоје студената у другој згради студентског дома.

## Биографија
Чо Санг-хи рођен је у Сеулу, у Јужној Кореји. Септембра 1992, када је имао осам година, имигрирао је, са родитељима и старијом сестром, у Сједињене Америчке Државе. Постао је стални пребивалац САД. Године 2003, Чо је матурирао у школи Вестфилд у округу Ферфекс, у Вирџинији. Студирао је енглески језик на Вирџинијском политехничком институту и Државном универзитету.

## Масакр у Вирџинија Теку
Чо је убио двоје студената у студентском дому око 7:15 по локалном времену (13:15 СЕВ). Током следећа два и по сата, Чо се вратио у своју собу, наоружао се, послао слике, филмове и документа телевизијској кући NBC и отишао у другу зграду кампуса − Норис хол. У тој згради је извршио још 30 убистава и, нашавши се окружен полицијом, пуцао себи у главу.